# Metalopha
Metalopha là một chi bướm đêm thuộc họ Noctuidae.

## Các loài tiêu biểu
- Metalopha gloriosa (Staudinger, 1892)
- Metalopha liturata (Christoph, 1887)